# Hvordan angriber man et bjerg?
Hvordan angriber man et bjerg? er en dansk eksperimentalfilm fra 1989, der er instrueret af Pernelle Maegaard.

## Handling
En dialog mellem en kvinde og et bjerg. Hun vil angribe det, men hvordan gør man?